# Nidarosvägarna

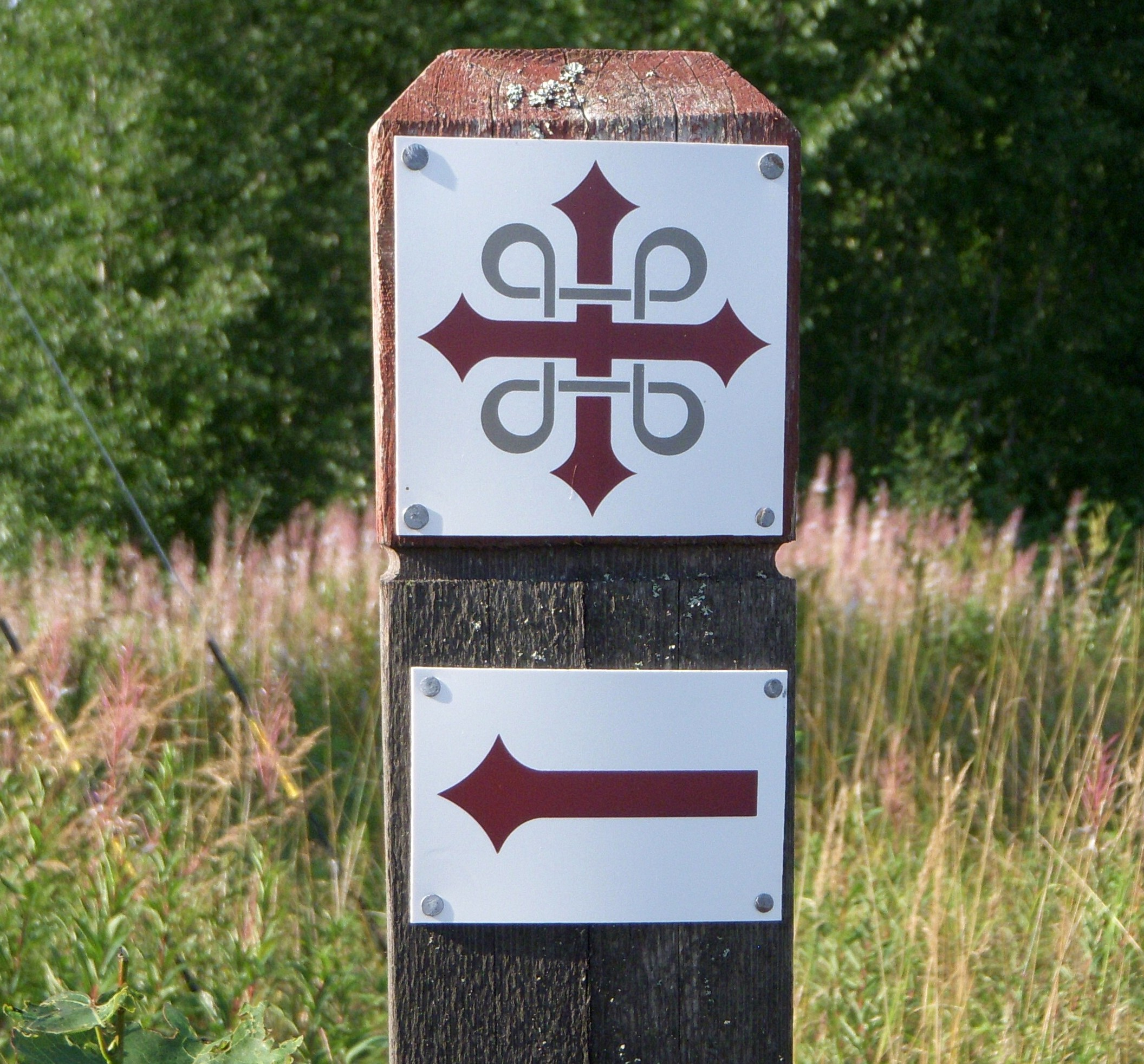
S:t Olofskorset med det grå S:t Hanskorset inflätat är den officiella markeringen längs de pilgrimsleder som går mot Nidaros/Trondheim.

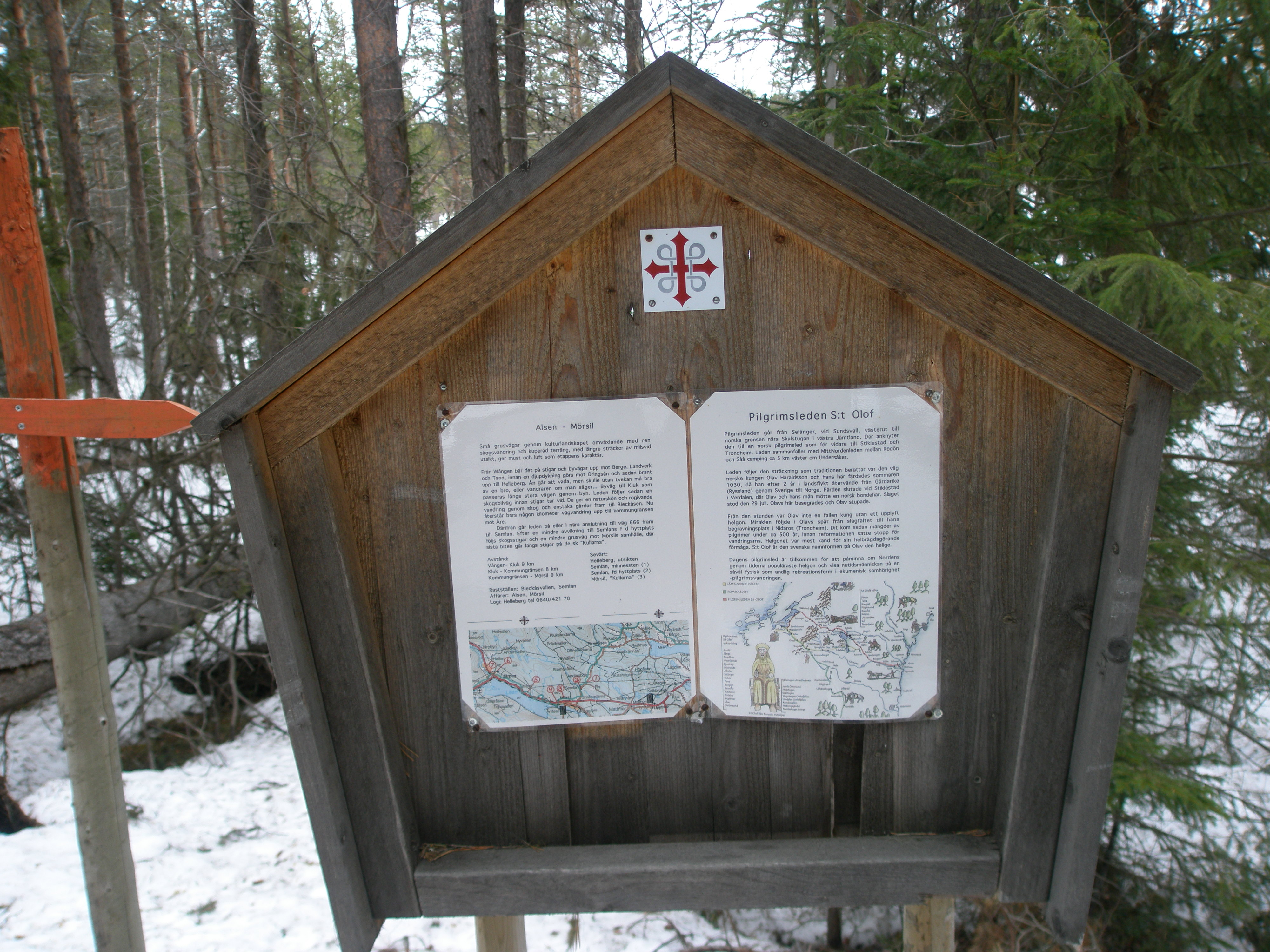
Pilgrimsleden till minne av Olav den Helige går bland annat genom Alsens socken i Jämtland

Stugun vid Jämt–Norgevägen har sitt ursprung i den själastuga som 1290 byggdes av Gjurd Bodakarl för de passerande pilgrimerna.

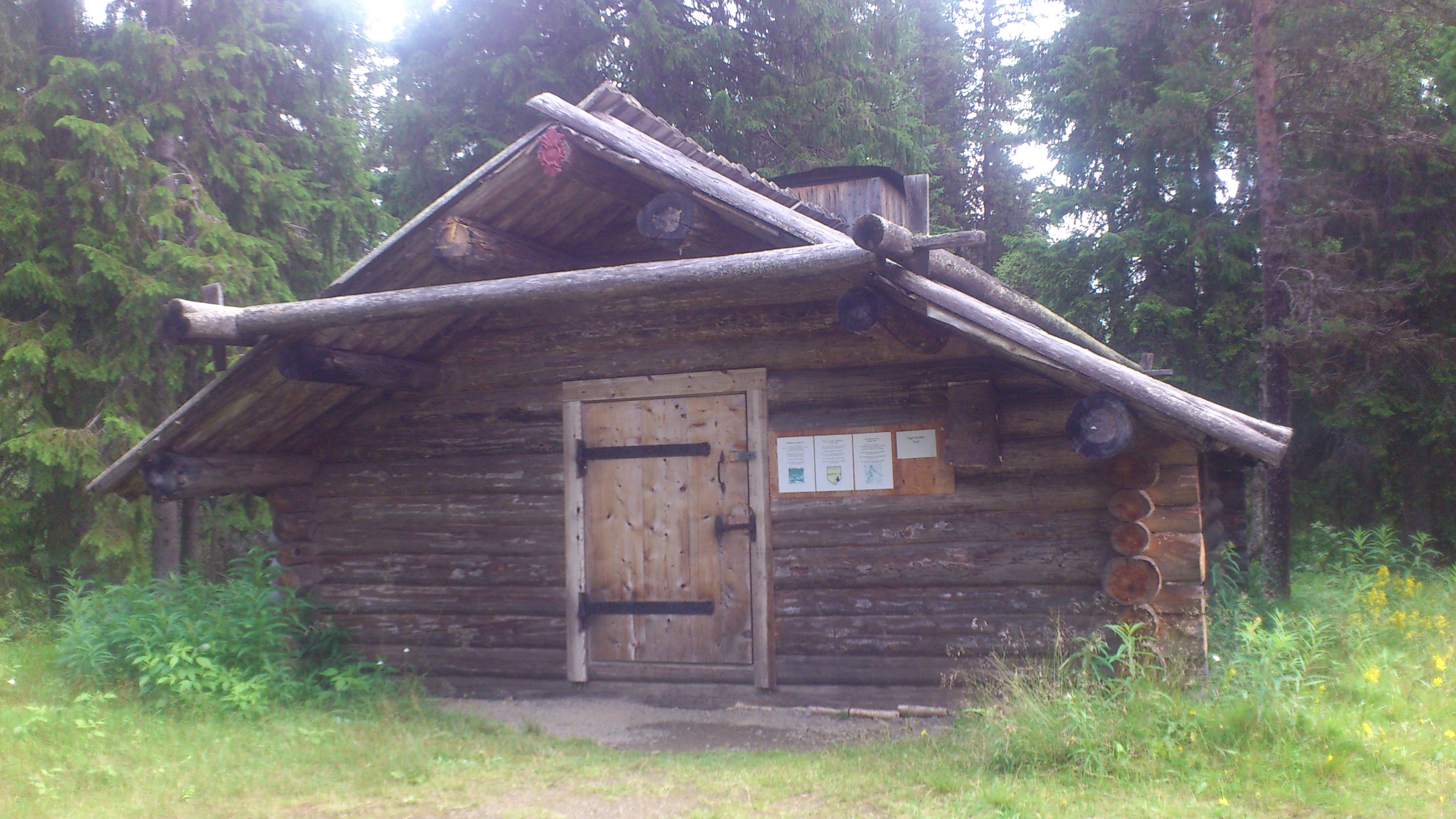
Rombovallen är ett av stämpelställena längs Romboleden

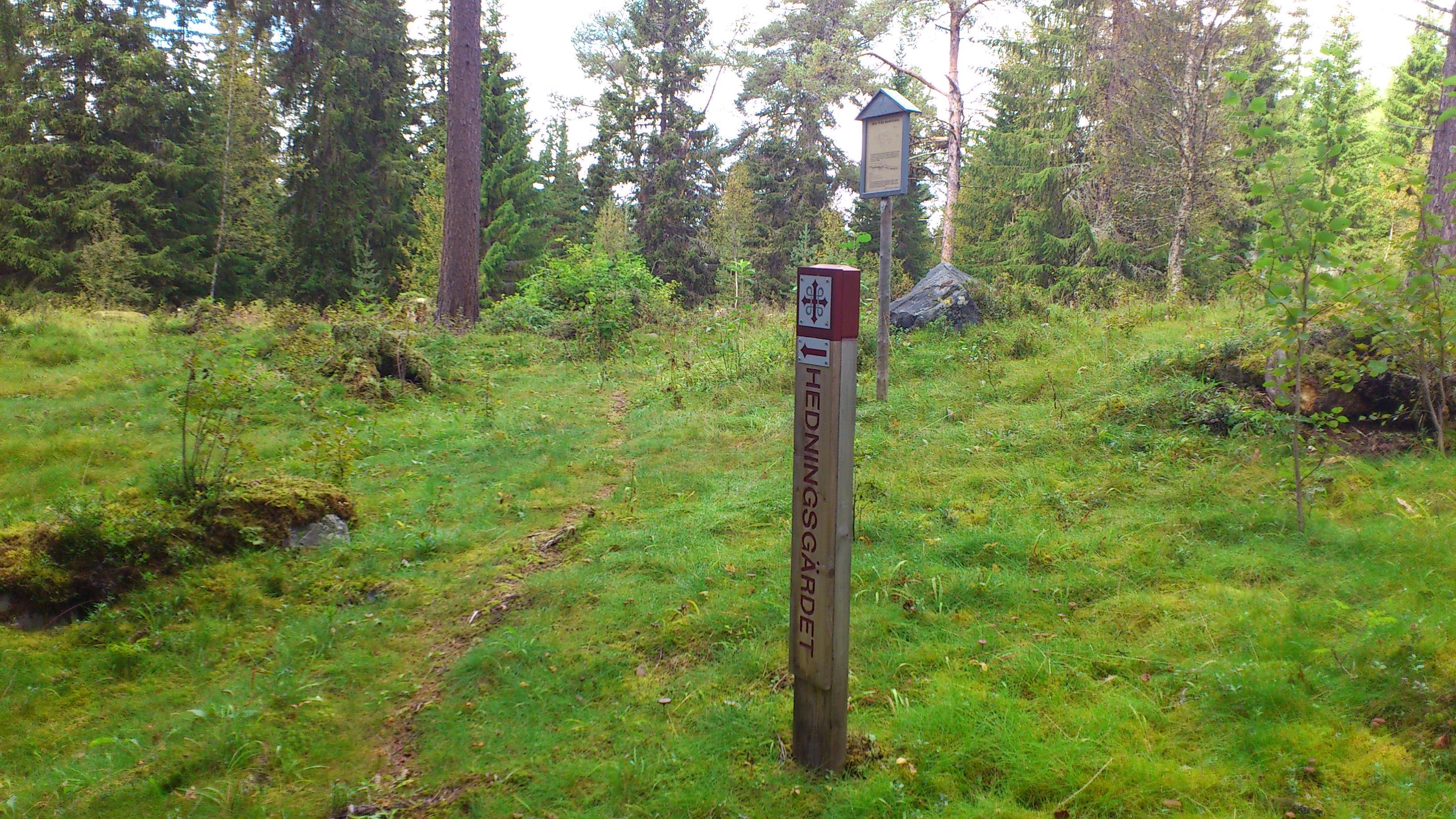
Hedningsgärdet är ett av stämpelställena längs Romboleden

Nidarosvägarna var olika pilgrimsleder som under medeltiden ledde till Nidarosdomen i staden som då hette Nidaros men nu heter Trondheim. Lederna var oftast vandrings- och ridstigar. Vanligen var de inte farbara med häst och vagn.[källa behövs] Något sammanhängande vägnät fanns inte.
Några av de historiska vägarna har under 2000-talet återskapats som vandringsleder. 2010 utsågs Nidarosvägarna till europeisk kulturväg.

## S:t Olavsleden
Färdvägen har återskapats enligt följande: Selånger – Tuna – Stöde – Torp – Borgsjö - Jämtkrogen - Bräcke – Gällö – Revsund – Pilgrimstad - Brunflo – Östersund – Frösön – Alsen – Mattmar – Järpen – Undersåker – Åre - Medstugan - Skalstugan – Sul - Stiklestad – Stjördal - Trondheim.
Denna pilgrimsled kallas även St Olavsleden eller Sankt Olofsleden.
Den omfattar 580 km från Bottenhavet till Atlanten. Den svensknorska leden startar utanför Sundsvall, vid Sankt Olofs-hamn i Selånger, där Olav Haraldsson, enligt en sägen som upptecknades på 1680-talet, i början av juli 1030 ska ha landstigit efter några år i landsflykt. Han gick med sin här till Norge för att kristna landet och ta tillbaka kungatronen. Färden tog slut i Stiklestad, där Olav blev dödad i ett fältslag den 29 juli. Sedan Olavs kropp flyttats till Nidaros, dagens Trondheim, började den mäktiga Nidarosdomen byggas. Gravplatsen började locka pilgrimer från hela Europa. 
Leden utsågs 2010 till "Cultural Route of the Council of Europe".

## Jämt–Norgevägen
Den troliga historiska vägen är Jämtkrogen – Bräcke – Revsund – Bodsjö – Oviken - Stuguberget - Storsjö – Ljungdalen - Skarvdörrspasset – Stugudal – Gressli – Selbu – Mostadmarka - Trondheim.
En del av denna väg dämdes över när Sylsjön kom till i början av 1950-talet.

## Romboleden
Romboleden blev namnet på den cirka 90 mil långa vandringsled som pilgrimer under medeltiden vandrade från Munktorp vid Mälaren strax öster om Köping till Nidaros. Vallfärderna till Olav den heliges grav pågick fram till reformationen 1528, då dessa förbjöds. Namnet Romboleden kommer av Rombo- eller Rumboland, som var dalkarlarnas gamla namn på slättbygden vid Mälaren.
Denna led ansluter till de övriga vägarna närmare Trondheim.
Sträckningen är Munktorp – Köping – Malma – Guttsta – Kolsva – Gisslarbo – Bernshammar – Hed – Karmansbo – Tomasbo – Uttersberg – Grisbo – Skinnskatteberg – Godkärra – Baggbron – Främshyttan - Billsjön – Viksberg - Söderbärke – Smedjebacken – Ludvika – Grangärde – Salån  - Nås - Snöåbyn - Siljansnäs - Mora - Älvdalen – Korskälla – Lillhärdal – Snösvall – Lofsdalen – Rombovallen – Fruhågna – Ransundsjön – Långå – Fagervallan – Norgesvilda – Ljusnedal – Funäsdalen – Vivallen – Hedningsgärdet – Bruksvallarna – Ramundberget – Biskopsån – Skarvdörrspasset – Nedalstugan - Stugudal  och sedan fortsättningsvis enligt Jämt-Norgevägen.
En alternativ sträckning i Härjedalen är:  Lövnäsvallen – Lillhärjeåbygget – Häggingen – Rombovallen – Hedingsgärdet – Ramundberget – Skarvdörrspasset.
Även Klosterleden hade en anslutning till Romboleden från Vadstena – Motala – Medevi – Hammar – Tysslinge - Blankhult – Digerberget – Hammarby – Uskavi – Stjärnfors – Gillersklack – Kloten
och vidare till Romboleden.

## Klarälvdalen
En viktig pilgrimsled följde Klarälven och vidare norrut längs Glommas övre lopp. Karlstad – Munkfors – Ekshärad – Norra Ny – Dalby – Trysil – Åkre - Trondheim

## Pilgrimsleden i västra Värmland
- Bengtsfors – Blomsjön –
- Mellerud – Edsleskog – Ömmeln –
- Åmål – Gillbergasjön –

och sedan vidare mot Kongsvinger – Trondheim